# Voie buccale
La voie buccale est la voie d'administration de médicaments par laquelle le principe actif est administré dans la bouche. À ne pas confondre avec la voie orale, dans laquelle le médicament est pris par la bouche, mais où il est ingéré. 
L’action des médicaments pris par voie buccale peut être locale ou générale (systémique). Dans ce second cas, la voie d'administration est entérale : le principe actif diffuse à travers la muqueuse buccale (tissus qui tapissent la bouche) et entre directement dans la circulation sanguine.

## Typologie
Selon le type d’absorption, on peut citer :
- la voie sublinguale : principe actif sous la langue, richement vascularisée ;
- la voie perlinguale : principe actif absorbé par la muqueuse de la langue et l’intérieur des joues.

## Formes galéniques
Différentes formes galéniques sont possibles : 
- certains comprimés : comprimé gingival, comprimé sublingual, comprimé à sucer ;
- capsules buccales : capsule à enveloppe molle destinée à être mâchée ou sucée ;
- pastille : destinées à être sucées et à se dissoudre ou à se désagréger lentement dans la bouche ;
- granulés : destinée à être mâché, sucé ou dissout ou dispersé dans de l'eau ou dans un liquide approprié avant administration ;
- solutions : prête à l’emploi ou à diluer avant administration ;
- gouttes ;
- sprays ;
- etc.

## Action systémique
L'utilisation de la voie buccale comme voie permettant au principe actif d'avoir une action systémique dans tout le corps a les avantages et les inconvénients suivant :

### Avantages
L’administration des médicaments par voie buccale a les avantages suivants par rapport à la voie orale :
- meilleure biodisponibilité : le principe actif parvient plus vite dans le sang, puisque le sang veineux de la muqueuse buccale passe directement dans la veine cave supérieure. Dans le cas de prise par voie orale, il faut que le principe actif passe par le système digestif et le foie pour parvenir à la circulation sanguine et il subit, éventuellement, une métabolisation (chimique ou biologique) connue sous le nom d'effet de premier passage hépatique. Dans la prise par voie buccale, au contraire, le premier passage par le foie est évité ;
- possibilité de prendre le médicament malgré des problèmes de déglutition.

### Inconvénients
L’administration des médicaments par voie buccale a les inconvénients suivants :
- goût parfois désagréable ;
- coopération obligatoire du malade ;
- résorption irrégulière des médicaments.